# Irene Guerrero
Irene Guerrero Sanmartín (* 12. Dezember 1996 in Sevilla) ist eine spanische Fußballspielerin. Sie steht derzeit beim Manchester United W.F.C. unter Vertrag und spielte 2019 erstmals für die spanische Nationalmannschaft.

## Karriere

### Vereine
Irene Guerrero spielte zunächst für Betis Sevilla und absolvierte über 100 Spiele für den Verein, ehe sie 2020 zu UD Levante wechselte. Im Sommer 2022 wechselte sie schließlich zu Atlético Madrid. Im September 2023 wechselte Guerrero zum Manchester United W.F.C.

### Nationalmannschaft
Guerrero spielte erstmals am 5. April 2019 bei einem Spiel gegen Brasilien für die spanische Nationalmannschaft. Ihr erstes Tor für die Nationalmannschaft erzielte sie am 17. Mai 2019 bei einem Freundschaftsspiel gegen Kamerun. Bei der Fußball-Europameisterschaft der Frauen 2022 kam Guerrero in zwei Spielen zum Einsatz, wobei sie einmal eingewechselt wurde und einmal von Beginn an spielte.